# Čentiba
Čentiba este o localitate din comuna Lendava, Slovenia, cu o populație de 756 de locuitori.